# Epicauta semivittata
Epicauta semivittata es una especie de coleóptero de la familia Meloidae.

## Distribución geográfica
Habita en Chile y Paraguay.